# Ma Bufang

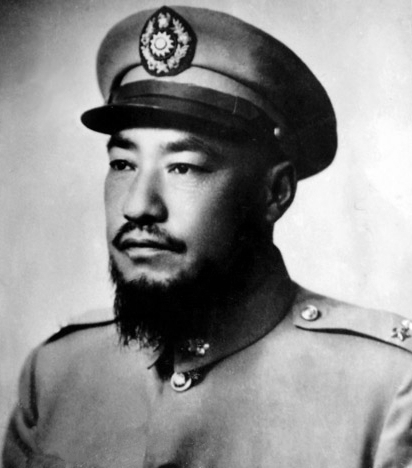
Ma Bufang

Ma Bufang (ook Ma Pufang, Chinees: 馬步芳) (Linxia, Qing-dynastie, 1903 – Jeddah, Saoedi-Arabië, 31 juli 1975), was een prominent moslim krijgsheer in de periode van de Republiek China. Hij was zoon van Ma Qi (馬麒), de voorzitter van de regering van Qinghai in Noordwest-China en daarmee een afstammeling van de islamitische Ma-familie.
Ma Qi bezette burgerlijke en militaire posten in de Beiyangregering (1912-1928) in Peking en werd in 1915 in Qinghai geïnstalleerd, waar hij het Ninghai-leger formeerde. Hij vocht aan de zijde van Feng Yuxiangs Guominjun tot de Central Plains War, toen hij overliep naar de winnende zijde van Chiang Kai-shek.
Ma Qi werd bij zijn dood in 1931 opgevolgd door diens broer Ma Lin (馬麟). Hij en Ma Bufang zijn vastbesloten geheel Qinghai onder controle te krijgen. Een aantal nomadenstammen verzet zich daar hevig tegen. In de periode tot en met 1941 worden bijvoorbeeld zes militaire campagnes uitgevoerd tegen de meest vermaarde Tibetaanse nomadenstam in Qinghai, de Goloks.
In 1936, onder bevel van Chiang Kai-shek en met hulp van de restanten van het leger van Ma Zhongying in Gansu en dat van Ma Hongkui en Ma Hongbin in Ningxia, speelden Ma Bufang en zijn broer Ma Buqing een belangrijke rol in de overwinning op het 21.800 man sterke leger van Zhang Guotao, dat de Gele Rivier was overgetrokken in een poging de communistische basis te versterken. Later lukte het met betrokkenheid van de Kwomintang om zijn oom Ma Lin  in 1937 van zijn positie te verdrijven.
Ma Bufang bleef leider van Qinghai tot maoïstische overwinning in 1949. Hij vluchtte eerst naar Chongqing en daarna naar Hongkong. Toen hij in oktober werd opgeroepen door Chiang Kai-shek om het Volksbevrijdingsleger te bestrijden, vluchtte hij uit naam van de hadj naar Saoedi-Arabië met meer dan 200 familieleden en onderdanen.
In 1950 vertrok hij naar Egypte. In 1957, na de vestiging van de diplomatieke relaties tussen Egypte en de Volksrepubliek China, werd hij overgeplaatst naar Taipei om de Republiek China te dienen als de ambassadeur van Saoedi-Arabië. Hij hield deze post gedurende vier jaar, maar keerde in die tijd nooit daadwerkelijk terug naar Taiwan. In 1961 verliet hij deze post vanwege het schandaal dat hij zijn nicht dwong om zijn concubine te worden. Hierna nam hij de Saoedische nationaliteit aan en bleef daar tot aan zijn dood.